# Ostracion meleagris
Ostracion meleagris, có tài liệu tiếng Việt gọi là cá nóc hòm chấm trắng, là một loài cá biển thuộc chi Ostracion trong họ Cá nóc hòm. Loài này được mô tả lần đầu tiên vào năm 1796.

## Từ nguyên
Từ định danh meleagris theo tiếng Latinh nghĩa là "gà Phi", hàm ý đề cập đến những đốm trắng trên cơ thể màu nâu đen của loài này giống như hoa văn trên thân của giống gà Phi.

## Phân bố và môi trường sống
O. meleagris có phân bố rộng khắp khu vực Ấn Độ Dương - Thái Bình Dương, từ Đông Phi trải dài về phía đông đến quần đảo Hawaii và Tuamotu, ngược lên phía bắc đến Nam Nhật Bản (gồm cả quần đảo Ogasawara), xa về phía nam đến rạn san hô Great Barrier, Nouvelle-Calédonie và đảo Rapa Iti; còn ở Đông Thái Bình Dương, O. meleagris được ghi nhận từ mũi nam bán đảo Baja California, trải dài xuống phía nam đến Panama, bao gồm đảo Clipperton và quần đảo Galápagos xa bờ. O. meleagris cũng có mặt tại vùng biển Việt Nam, bao gồm cả quần đảo Hoàng Sa và quần đảo Trường Sa.
O. meleagris sống trên các rạn viền bờ và trong đầm phá ở độ sâu đến ít nhất 30 m; cá con thường ẩn mình giữa các mỏm đá có nhiều cầu gai.

## Mô tả
Chiều dài cơ thể lớn nhất được ghi nhận ở O. meleagris là 25 cm. Chúng là loài dị hình giới tính. Cá cái và cá con có màu nâu sẫm, hơi đen hoặc phớt xanh lục, có đốm trắng trên đầu và thân. Cá đực lớn có màu nâu đen ở lưng với các vệt đốm cam ở bên thân, thân và đầu xanh lam sẫm; sọc cam bao quanh rìa tấm giáp lưng.
Số tia vây ở vây lưng: 8–9; Số tia vây ở vây hậu môn: 9; Số tia vây ở vây ngực: 10–11; Số tia vây ở vây đuôi: 10.

## Sinh thái
Thức ăn của O. meleagris bao gồm tảo và những loài thủy sinh không xương sống như động vật thân mềm, hải miên, hải tiêu, giun nhiều tơ, động vật giáp xác. Một nghiên cứu chỉ ra rằng, O. meleagris, cũng như nhiều loài cá nóc hòm khác phụ thuộc rất nhiều vào các loài hải tiêu (hải tiêu chứa nhiều chất độc khác nhau và ít khi bị các loài cá rạn san hô ăn thịt, ngoại trừ cá nóc hòm).
O. meleagris có khả năng tạo âm thanh trong quá trình thực hiện màn tán tỉnh, hoặc khi hai con đực đang chiến đấu với nhau.